# Nagari Simpang
Nagari Simpang is een bestuurslaag in het regentschap Pasaman van de provincie West-Sumatra, Indonesië. Nagari Simpang telt 6537 inwoners (volkstelling 2010).